# B.B. 킹
라일리 B. 킹(영어: Riley B. King, 1925년 9월 16일 ~ 2015년 5월 14일)은 B.B. 킹(영어: B.B. King)으로 잘 알려진 미국의 싱어송라이터이자 기타리스트이다. 그의 풍부한 가사 표현 능력과 기타 연주 실력은 좋은 평가를 받고 있다. 블루스 역사상 가장 영향력 있고 가장 대중적인 뮤지션으로 널리 간주된다. "블루스 음악의 대부"로 알려졌다.
알버트 킹, 프레디 킹과 함께 '블루스 3대 킹'으로 손꼽힌다.
롤링 스톤지는 그를 "롤링 스톤 역대 최고 기타리스트 100인 - 역대 최고의 기타리스트 100인 중" 6위에 선정했다.

## 생애
본명은 라일리 킹으로 미시시피주 이타 베나에서 출생하여 미시시피강 삼각주 지대에서 자라왔다. 교회의 찬송가는 그가 노래부르는 데 가장 일찍이 영향을 주었다. 자신의 감동적 보컬을 소유하기 위하여 특유의 진동음을 지닌 싱글스트링 기타를 연주하였고, 그의 기타 형식은 그의 사존 부카 화이트를 포함한 델타 블루스 연주자들, 재즈 기타리스트 찰리 크리스천과 장고 라인하르트의 영향을 받았다. 그는 당시 테네시주 멤피스에서 디스크자키로 활동을 시작하였으며, 거기서 "블루스 보이"라는 뜻으로 비비(B.B.)라는 별명이 주어졌다. 1951년 그는 첫 녹음 히트곡인 "Three O'Clock Blues"를 발표하였는 데, 미국 전역의 나이트클럽을 순회하는 데 이끌던 곡으로 알려졌다. 그는 자신의 밴드와 함께 300개 이상의 곡을 하룻밤 만의 공연지들에서 연주하였다. 장기간 성공한 히트곡들로는 "Every Day I Have the Blues", "Sweet Sixteen"과 그의 인기를 높인 "The Thrill Is Gone" 등을 포함한다. 1960년대 후반에는 록 기타리스트들이 그의 영향과 선행을 승인하였으며, 그들은 그와 그의 기타 루실을 백인들의 공동장소에 소개하였다. 그의 저서로는 "내 주위의 블루스"(Blues All Around Me)(1996년 발간)이 있다. 1985년도에 버클리 음악 대학에서 명예 박사 학위를 받았다. 2015년 5월 14일 미국 라스베이거스의 자택에서 향년 89세로 사망했다.

## 음반 목록

### 정규 음반
- Singin' the Blues (1956)[3]
- The Blues (1958)
- B.B. King Wails (1959)
- King of the Blues (1960)
- Sings Spirituals (1960)
- The Great B.B. King (1960)
- My Kind of Blues (1961)
- Blues For Me (1961)
- Blues in My Heart (1962)
- Easy Listening Blues (1962)
- B.B. King (1963)
- Mr. Blues (1963)
- Confessin' the Blues (1966)
- Blues on Top of Blues (1968)
- Lucille (1968)
- Live & Well (1969)
- Completely Well (1969)
- Indianola Mississippi Seeds (1970)
- B.B. King in London (1971)
- L.A. Midnight (1972)
- Guess Who (1972)
- To Know You Is to Love You (1973)
- Friends (1974)
- Lucille Talks Back (1975)
- King Size (1977)
- Midnight Believer (1978)
- Take It Home (1979)
- There Must Be a Better World Somewhere (1981)
- Love Me Tender (1982)
- Blues 'N' Jazz (1983)
- Six Silver Strings (1985)
- King of the Blues: 1989 (1988)
- There Is Always One More Time (1991)
- Blues Summit (1993)
- Lucille & Friends (1995)
- Deuces Wild (1997)
- Blues on the Bayou (1998)
- Let the Good Times Roll (1999)
- Makin' Love Is Good for You (2000)
- Riding with the King (2000, with Eric Clapton)
- A Christmas Celebration of Hope (2001)
- Reflections (2003)
- B.B. King & Friends: 80 (2005)
- One Kind Favor (2008)

## 같이 보기
- 대중음악의 별명 목록